# 嬬恋村
嬬恋村（つまごいむら）は、群馬県の西端に位置する村。吾妻郡に属する。
夏の冷涼な気候を活かした高原野菜の栽培が盛んで、高原キャベツの産地として知られる。

## 概要
村名の「嬬恋」は、日本武尊が東征の帰路、鳥居峠に立ち、海の神の怒りを静めるために海に身を投じた愛妻の弟橘媛を「吾嬬者耶」（あづまはや）と追慕した古事にちなむ（郡名などの「吾妻」も同じ）。
上信越高原国立公園の一角を占め浅間山、四阿山、本白根山などの山々に囲まれた高原地帯には万座温泉、鹿沢温泉など数多くの温泉が湧出しゴルフ場や別荘地、スキー場、キャンプ場などのレジャー施設も数多く存在する。
二等三角点「白根山」TR25438743201（北緯36度37分06.0337秒 東経138度31分40.0897秒 / 北緯36.618342694度 東経138.527802694度）以北、長野県境までは草津町との境界未定地域である。
村歌「嬬恋村の歌」が存在する。1951年に嬬恋村観光協会の主導で新民謡「嬬恋小唄」と合わせて制定され、1972年に大川栄策と青山和子がカバーしたシングル盤が日本コロムビアにより制作された。広大で観光資源も豊富で、のんびりとした嬬恋村の雰囲気を歌うもので、現在は歌われることは少ないが、村主催の成人式やイベントなどで流されており、限定ながらも聞くことはできる。
2013年に嬬恋村文化協会より「嬬恋村の歌」と「嬬恋小唄」の他に｢嬬恋慕情」「つまごい音頭」を合わせた計4曲のご当地ソングがカップリングされたCDが発売され、嬬恋郷土資料館で取り扱っている。

## 地理
- 山岳：浅間山、四阿山、本白根山、草津白根山
- 河川：吾妻川
- 湖沼：田代湖（鹿沢ダム）、バラギ湖

### 隣接自治体
- 群馬県
  - 吾妻郡：草津町、長野原町
- 長野県
  - 小諸市、須坂市、上田市、東御市
  - 北佐久郡：軽井沢町、御代田町
  - 上高井郡：高山村

## 気候
ケッペンの気候区分によると、嬬恋村は湿潤大陸性気候・亜寒帯湿潤気候（Dfb）に属する。12月から3月にかけて日平均気温が氷点下となり、寒さが厳しい。降雪量が多く、周辺の自治体と同様に豪雪地帯に指定されている。冬季は-15℃前後の気温が観測されることも珍しくない。
| 嬬恋村（田代）の気候   | 嬬恋村（田代）の気候 | 嬬恋村（田代）の気候 | 嬬恋村（田代）の気候 | 嬬恋村（田代）の気候 | 嬬恋村（田代）の気候 | 嬬恋村（田代）の気候 | 嬬恋村（田代）の気候 | 嬬恋村（田代）の気候 | 嬬恋村（田代）の気候 | 嬬恋村（田代）の気候 | 嬬恋村（田代）の気候 | 嬬恋村（田代）の気候 | 嬬恋村（田代）の気候 |
| 月                     | 1月                  | 2月                  | 3月                  | 4月                  | 5月                  | 6月                  | 7月                  | 8月                  | 9月                  | 10月                 | 11月                 | 12月                 | 年                   |
| ---------------------- | -------------------- | -------------------- | -------------------- | -------------------- | -------------------- | -------------------- | -------------------- | -------------------- | -------------------- | -------------------- | -------------------- | -------------------- | -------------------- |
| 最高気温記録 °C （°F） | 12.0 (53.6)          | 15.2 (59.4)          | 19.0 (66.2)          | 25.9 (78.6)          | 27.7 (81.9)          | 31.0 (87.8)          | 31.0 (87.8)          | 30.3 (86.5)          | 29.0 (84.2)          | 25.1 (77.2)          | 21.6 (70.9)          | 16.6 (61.9)          | 31.0 (87.8)          |
| 平均最高気温 °C （°F） | −0.5 (31.1)          | 0.6 (33.1)           | 4.6 (40.3)           | 11.5 (52.7)          | 16.9 (62.4)          | 19.7 (67.5)          | 23.7 (74.7)          | 24.3 (75.7)          | 19.8 (67.6)          | 14.4 (57.9)          | 9.0 (48.2)           | 2.7 (36.9)           | 12.2 (54)            |
| 日平均気温 °C （°F）   | −4.5 (23.9)          | −4.0 (24.8)          | −0.4 (31.3)          | 5.7 (42.3)           | 11.2 (52.2)          | 14.9 (58.8)          | 19.1 (66.4)          | 19.6 (67.3)          | 15.5 (59.9)          | 9.5 (49.1)           | 3.8 (38.8)           | −1.6 (29.1)          | 7.4 (45.3)           |
| 平均最低気温 °C （°F） | −8.9 (16)            | −9.0 (15.8)          | −5.4 (22.3)          | 0.3 (32.5)           | 5.7 (42.3)           | 10.6 (51.1)          | 15.3 (59.5)          | 15.8 (60.4)          | 11.8 (53.2)          | 5.1 (41.2)           | −0.7 (30.7)          | −5.9 (21.4)          | 2.9 (37.2)           |
| 最低気温記録 °C （°F） | −16.5 (2.3)          | −17.2 (1)            | −14.5 (5.9)          | −10.0 (14)           | −6.3 (20.7)          | 1.8 (35.2)           | 7.0 (44.6)           | 4.7 (40.5)           | −0.1 (31.8)          | −4.3 (24.3)          | −10.4 (13.3)         | −15.1 (4.8)          | −17.2 (1)            |
| 降水量 mm （inch）     | 52.4 (2.063)         | 55.5 (2.185)         | 96.4 (3.795)         | 107.9 (4.248)        | 132.0 (5.197)        | 180.0 (7.087)        | 207.5 (8.169)        | 165.2 (6.504)        | 220.2 (8.669)        | 167.8 (6.606)        | 72.2 (2.843)         | 46.2 (1.819)         | 1,503.2 (59.181)     |
| 平均月間日照時間       | 131.9                | 146.5                | 180.4                | 196.7                | 201.5                | 138.7                | 137.5                | 144.4                | 109.6                | 134.5                | 149.0                | 127.4                | 1,798.1              |
| 出典1：気象庁          |                      |                      |                      |                      |                      |                      |                      |                      |                      |                      |                      |                      |                      |
| 出典2：気象庁          |                      |                      |                      |                      |                      |                      |                      |                      |                      |                      |                      |                      |                      |

## 歴史

浅間山の天明大噴火を描いた絵図

先史時代
村内各所で新石器時代の土器・石器が出土する。
縄文時代
村内で出土する縄文土器は前期から晩期まで縄文時代全般に渡り、その様式は多彩で中部日本の様式と関東地方の様式が混在し長野県・新潟県との県境に位置する地勢からも交易や交流の中継地であったことが伺われる。1993年に今井地区東平遺跡から発掘された2つの黒色磨研注口土器（嬬恋郷土資料館所蔵、群馬県指定重要文化財）は成型後にへらなどを使用してその表面を滑らかに磨き上げ、酸化炎を用いた焼成技術によって炭素を吸着させて黒光りさせる技法が用いられている。これは大陸の影響を受けて九州から西日本を中心に広がった黒色磨研土器の様式を受け継いでいるものであり、縄文後期東日本の社会構成や技術文化の波及を考察する重要な資料とされる。
弥生時代
稲作に適さない寒冷な気候によるものか稲作に関連する弥生時代の遺構は嬬恋村では検出されていないが、弥生土器等の弥生文化の痕跡は縄文時代に引き続き出土しており、狩猟採取生活と共に畑作中心の農耕が営まれていたと推察される。なお干俣地区万座温泉の熊四郎洞窟遺跡において弥生土器や木炭が発見されており、標高1,800mの険阻な山岳地帯での定住が考え難いことからも狩猟や交易の為の峠越え等の一時利用が推察されると共に古代における温泉利用を伺わせる。
平安時代
天仁元年（1108年）に浅間山が大噴火し、大笹および大前の地区には追分火砕流が襲い、また、上野国（現在の群馬県）のほぼ全域が大量の火山灰で覆われた。
江戸時代
上州（群馬県）と信州（長野県）を結ぶ街道が整備され、大笹には関所が置かれた。
天明3年（1783年）に浅間山が噴火し、8月5日の大噴火では鎌原村（現在の鎌原地区）が火砕流や土石流に飲み込まれ、同地区の住居は壊滅すると共に多くの住民が犠牲になった。また、同噴火によって生じた岩屑流は、鎌原、大前、大笹地区等の集落を破壊した。
大正 - 昭和前期時代
長野県との県境にある御飯岳の干俣側に硫黄鉱床が発見され、いわゆる小串鉱山として操業を開始した。最盛期には2000人程が住むある種の街を形成していたが、昭和46年（1971年）に閉山した。尚、昭和12年（1937年）11月11日には、山津波（大規模な地すべり）によって死者245人他多大な被害が発生している。

### 沿革
- 1889年（明治22年）4月1日 - 町村制施行に伴い、吾妻郡芦生田村、今井村、大笹村、大前村、門貝村、鎌原村、田代村、西窪村、袋倉村、干俣村、三原村の区域をもって成立する。
- 1951年（昭和26年）1月8日 - 村章のデザインと村歌「嬬恋村の歌」、新民謡「嬬恋小唄」を選定。

## 人口
| |                                        |  |
| 嬬恋村と全国の年齢別人口分布（2005年） | 嬬恋村の年齢・男女別人口分布（2005年） |  |
| ■紫色 ― 嬬恋村 ■緑色 ― 日本全国 | ■青色 ― 男性 ■赤色 ― 女性              |  |
| 嬬恋村（に相当する地域）の人口の推移 \| 1970年（昭和45年） \| 12,074人 \| \| \| 1975年（昭和50年） \| 10,839人 \| \| \| 1980年（昭和55年） \| 10,737人 \| \| \| 1985年（昭和60年） \| 11,056人 \| \| \| 1990年（平成2年） \| 10,957人 \| \| \| 1995年（平成7年） \| 11,135人 \| \| \| 2000年（平成12年） \| 10,657人 \| \| \| 2005年（平成17年） \| 10,858人 \| \| \| 2010年（平成22年） \| 10,183人 \| \| \| 2015年（平成27年） \| 9,780人 \| \| \| 2020年（令和2年） \| 8,850人 \| \| |                                        |  |
| 総務省統計局 国勢調査より |                                        |  |
| 1970年（昭和45年） | 12,074人                               |  |
| 1975年（昭和50年） | 10,839人                               |  |
| 1980年（昭和55年） | 10,737人                               |  |
| 1985年（昭和60年） | 11,056人                               |  |
| 1990年（平成2年） | 10,957人                               |  |
| 1995年（平成7年） | 11,135人                               |  |
| 2000年（平成12年） | 10,657人                               |  |
| 2005年（平成17年） | 10,858人                               |  |
| 2010年（平成22年） | 10,183人                               |  |
| 2015年（平成27年） | 9,780人                                |  |
| 2020年（令和2年） | 8,850人                                |  |

## 行政
- 村長：熊川栄（くまがわ さかえ）（2007年5月1日就任）

### 衆議院
- 任期 ： 2024年（令和6年）10月27日 - 2028年（令和10年）10月26日（「第50回衆議院議員総選挙」参照）

| 選挙区 | 議員名   | 党派名     | 当選回数 | 備考   |
| --- | -------- | ---------- | -------- | ------ |
| 群馬県第5区（嬬恋村、渋川市、富岡市、安中市、高崎市〈旧群馬町・箕郷町・榛名町・倉渕村域〉、北群馬郡、甘楽郡、吾妻郡） | 小渕優子 | 自由民主党 | 9        | 選挙区 |

## 政府所管法人

### 国立研究開発法人
- 農業・食品産業技術総合研究機構（農研機構）管理本部（藤本・大わし管理部嬬恋農場事業場）[5]
- 農研機構種苗管理センター嬬恋農場

## 警察
- 長野原警察署

## 消防
- 吾妻広域消防本部 西部消防署
  - 嬬恋分署（吾妻郡嬬恋村大前125-1）

## 経済

### 産業

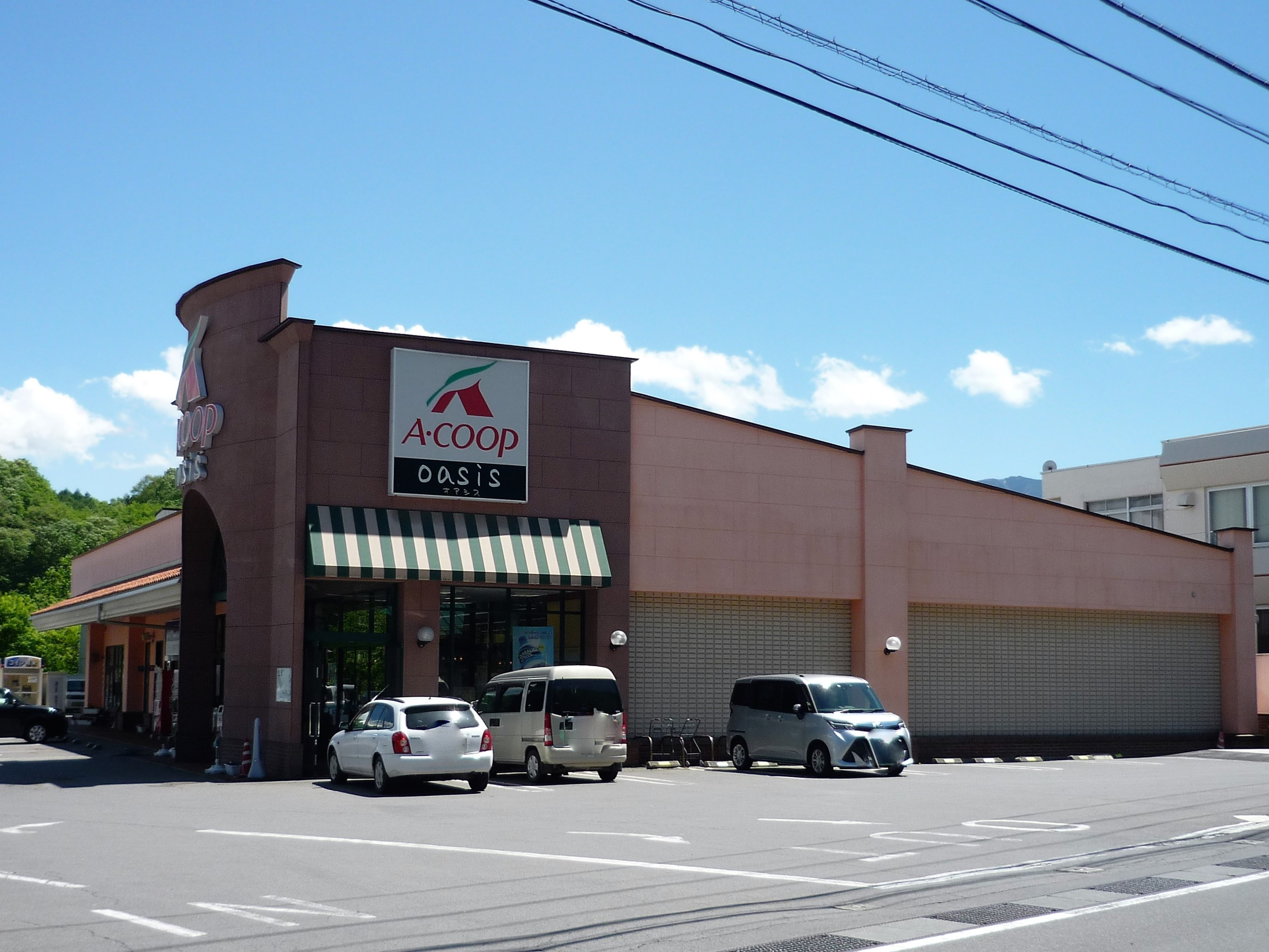
嬬恋村のエーコープオアシス店

嬬恋村の中心的な産業は農業とサービス業である。
農業ではキャベツを中心にした高原野菜の高冷地栽培が盛んであり、キャベツの村として有名である（生産・出荷されるキャベツの量は日本一を誇る）。近年では出荷量のみならず、その品質においても更なる向上を目指しJA嬬恋を中心に減農薬・減化学肥料栽培などに取り組んでいる。
一方、観光業を中心としたサービス業は雄大な景観や温泉などの自然環境と軽井沢・草津温泉・志賀高原の中間に位置する好立地条件に恵まれ、近年では就業者数においても農業を上回る形で推移している。
産業人口
産業別就業者数上位5位まで、単位・人。カッコ内は構成比。2010年の国勢調査による。
1. サービス業 2,077（36.8%）
2. 農林漁業 1,823（32.2%）
3. 卸小売業 537（9.5%）
4. 建設業 444（7.9%）
5. 運輸・通信業 256（4.5%）

## 姉妹都市・提携都市

### 国内
- 千代田区（東京都）
  - 1988年姉妹提携
- 座間味村（沖縄県）
- 横浜市中区（神奈川県）

## 教育
嬬恋村には小学校が2校、中学校が1校、高等学校が1校ある。小学校と中学校は全て村立、高等学校は県立である。2012年4月1日に嬬恋村立東中学校と嬬恋村立西中学校を統合して嬬恋村立嬬恋中学校を新設、2013年4月1日に東小学校と鎌原小学校を統合して東部小学校を新設、2015年4月1日に西小学校と田代小学校と干俣小学校を統合して西部小学校を新設した。

### 小学校
- 嬬恋村立東部小学校
- 嬬恋村立西部小学校

### 中学校
- 嬬恋村立嬬恋中学校

### 高等学校
- 群馬県立嬬恋高等学校

## 交通

### 鉄道
- 東日本旅客鉄道（JR東日本）
  - 吾妻線
    - - 袋倉駅 - 万座・鹿沢口駅 - 大前駅

### リフト
- ブリーズベイオペレーション６号
  - パルコール嬬恋スキーリゾート―ゴンドラリフト

### バス
- 西武観光バス
- ジェイアールバス関東

### 道路
- 有料道路
  - 万座ハイウェー
  - 鬼押ハイウェー
- 一般国道
  - 国道144号
  - 国道146号
  - 国道292号
  - 国道406号
- 県道
  - 長野県道・群馬県道94号東御嬬恋線
  - 群馬県道・長野県道112号大前須坂線
  - 長野県道・群馬県道466号牧干俣線
  - 群馬県道59号草津嬬恋線
  - 群馬県道235号大笹北軽井沢線
  - 群馬県道241号嬬恋応桑線
- 主要村道
  - つまごいパノラマライン

## 観光
- 浅間高原地区
  - 浅間山熔岩樹型（特別天然記念物）
  - 鬼押し出し溶岩流（自然景観）
  - 鬼押出し園（自然景観）
  - 軽井沢おもちゃ王国（遊園地）
  - 鎌原観音堂（史跡）
  - 鎌原神社
  - 嬬恋郷土資料館（資料館）
  - 六里ヶ原（自然景観）
  - 鬼押温泉
- 万座温泉地区
  - 万座温泉
  - 空吹き（自然景観）
  - 万座温泉スキー場

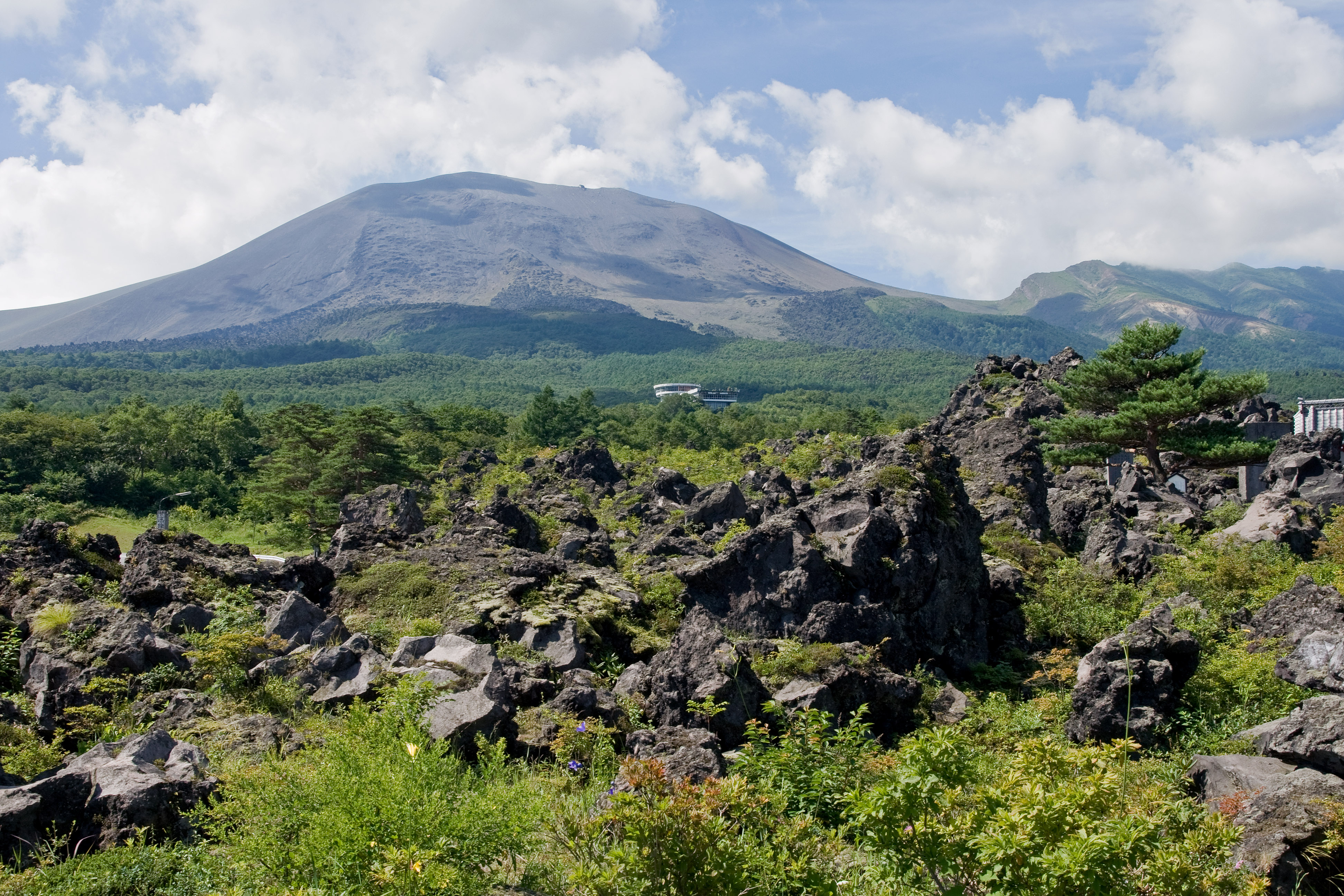
浅間高原地区：鬼押出しと浅間山

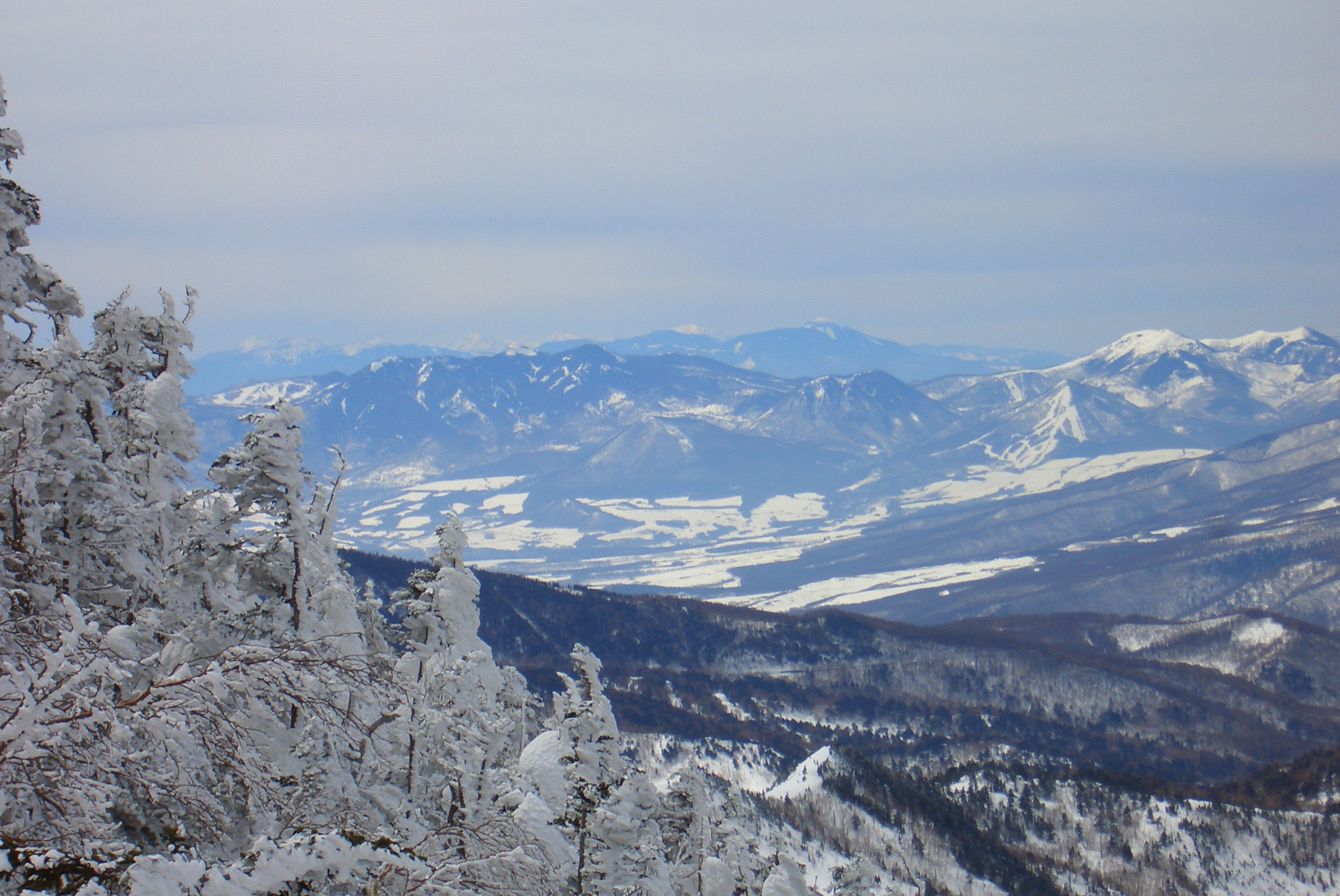
鹿沢地区

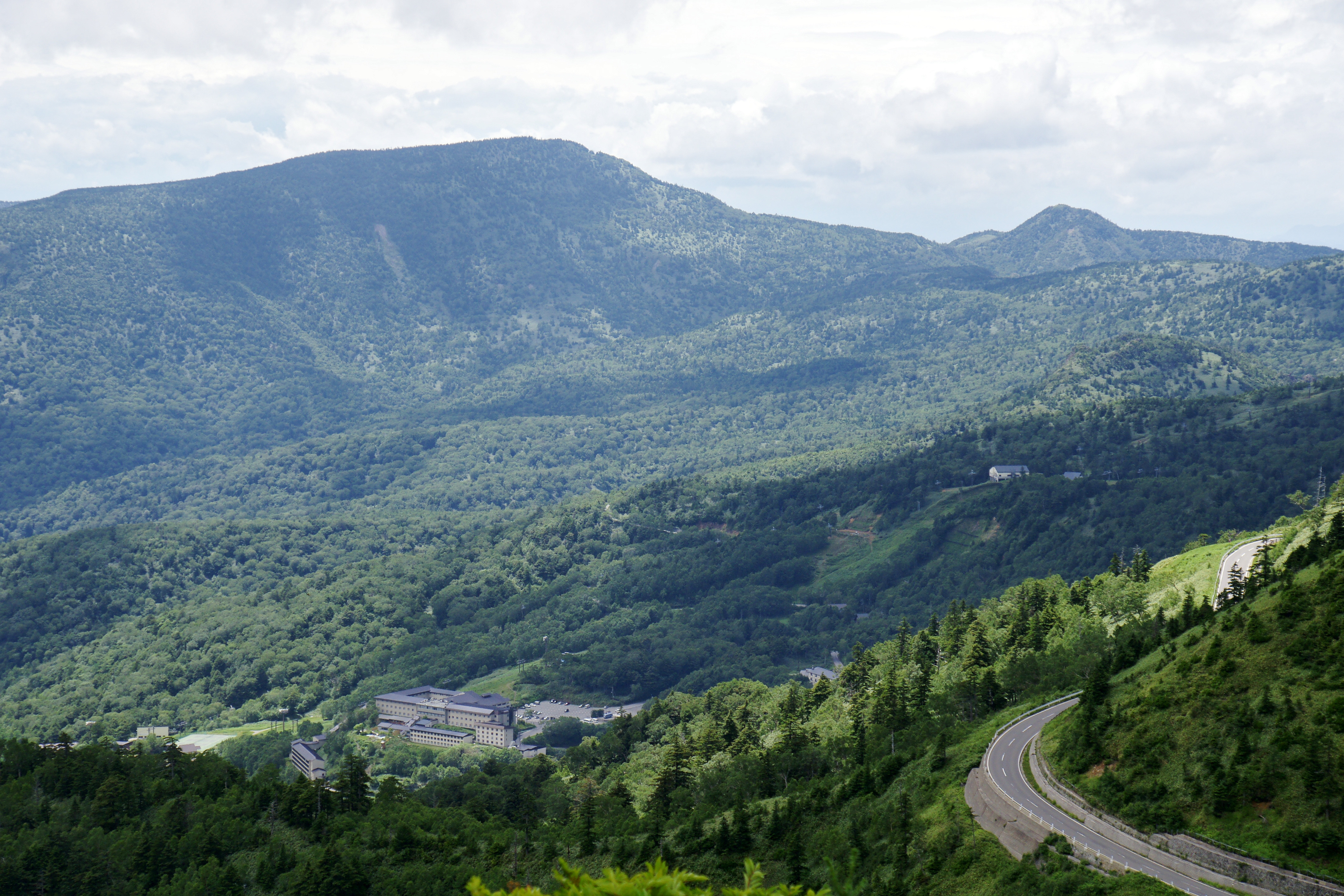
万座温泉地区：万座温泉と万座山

  - 表万座スノーパーク（旧称表万座スキー場）
  - 嬬恋牧場
- 鹿沢温泉地区
  - 鹿沢温泉
  - 新鹿沢温泉
  - 田代温泉つつじの湯
  - 鹿沢スノーエリア（スキー場）
  - 雪山賛歌の碑（史跡）
- 湯ノ丸高原地区
  - 湯の丸レンゲツツジ群落（天然記念物）
- 高峰高原地区
  - アサマ2000パーク（スキー場）
- バラギ高原地区
  - パルコール嬬恋スキーリゾート（スキー場）
  - 嬬恋バラギ温泉 湖畔の湯
  - 無印良品カンパーニャ嬬恋（キャンプ場）
  - 県立バラギ高原青少年野外活動センター（キャンプ場）
  - 石樋（自然景観）
- その他嬬恋村
  - 半出来温泉
  - つま恋温泉
  - 平治温泉
  - 嬬恋温泉
  - 奥嬬恋温泉
  - 愛妻の丘
- 嬬恋村フィルムコミッション

## 出身有名人
- 黒岩彰（スピードスケート選手、元西武ライオンズ球団代表）
- 黒岩敏幸（スピードスケート選手）
- 小林和朗（スピードスケート選手）
- 小林正人（プロ野球選手）
- 南木佳士（小説家、佐久総合病院医師）
- 宮崎今佐人（スピードスケート選手）
- 鎌原幸定
- 鎌原幸重
- 鎌原重澄
- 鎌原重春
- 中居屋重兵衛（豪商、蘭学者）